# Antonio Veneziano (pittore)
Antonio Veneziano, propriamente Antonio di Francesco da Venezia (Venezia, ... – Firenze, 1388), è stato un pittore italiano.

## Biografia

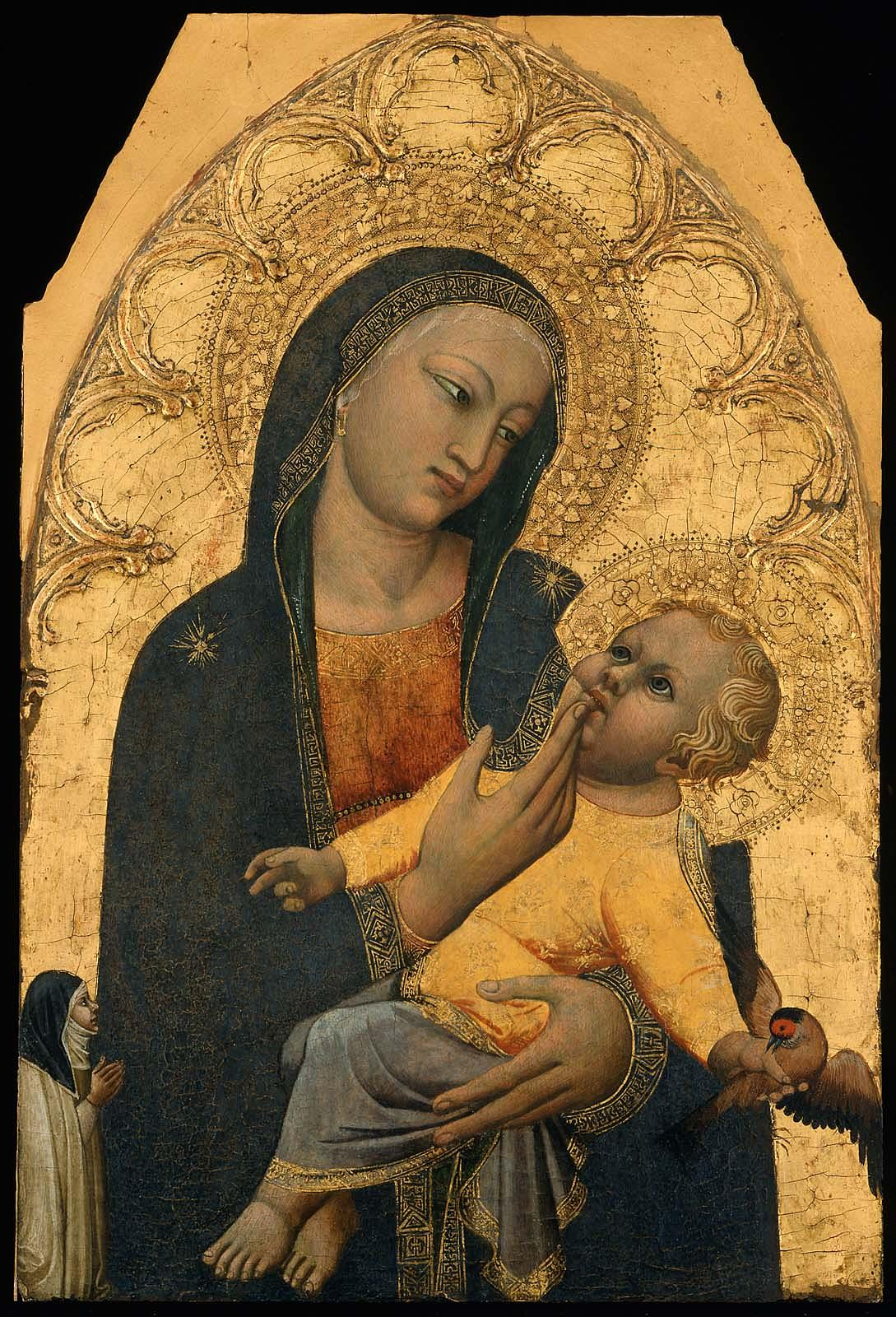
Madonna col Bambino, Antonio Veneziano, tempera su tavola, c. 1380, Museum of Fine Arts, Boston

Documentato tra il 1369 e il 1388, fu allievo del celebre pittore Taddeo Gaddi. Nel 1387 completò gli affreschi del Camposanto di Pisa lasciati incompiuti da Andrea da Firenze ed ora danneggiati da un bombardamento durante la seconda guerra mondiale. Stando alle informazioni tramandateci da Vasari nelle sue Vite, tornato a Venezia lavorò nella sala del Maggior Consiglio della Serenissima. A Firenze affrescò invece il Chiostro di Santo Spirito.
Nel 1388 gli fu commissionata dalla confraternita palermitana dei disciplinati di San Nicolò lo Reale la pittura su tavola contenente l'elenco o ruolo dei confratelli defunti oggi conservata al Museo Diocesano di Palermo. Lavorò quindi con Andrea Vanni e poi a Firenze, nella basilica di Santa Maria Novella. Fu maestro di Gherardo Starnina.